# Magros
Magros es un pueblo de la parroquia de Santa María de Beariz, en el ayuntamiento de Beariz, en la provincia de Orense. En el año 2019 tenía 101 habitantes, 42 hombres y 59 mujeres; lo que supone una disminución en el número de efectivos.
Cuenta con una piscina con la calificación de excelente por la Junta de Galicia y el castro de Magros, un antiguo yacimiento arqueológico de la época castreña.

## Lugares de Beariz
- Alvite
- Beariz
- A Bouza
- Garfián
- Magros
- Muradás

## Parroquias de Beariz
- Santa María de Beariz
- Santa Cruz de Lebozán
- San Salvador de Girazga